# جردس جراری
جردس جراری (به عربی: جردس جراری) یک منطقهٔ مسکونی در لیبی است که در برقه واقع شده‌است.